# Héron
Héron es un municipio belga perteneciente al distrito de Huy de la provincia de Lieja, en la Región Valona. A 1 de enero de 2019 tiene 5375 habitantes. Su principal monumento es la iglesia de San Martín, reconstruida en 1753.

## Geografía
Héron se ubica en la región natural del Hesbaye, sobre la carretera E42, unos 20 km al noreste de Namur.

### Secciones del municipio
El municipio comprende los antiguos municipios, que se fusionaron en 1977:
| - Héron - Lavoir - Waret-l'Évêque - Couthuin |

## Demografía

### Evolución
Todos los datos históricos relativos al actual municipio, el siguiente gráfico refleja su evolución demográfica, incluyendo municipios después de efectuada la fusión el 1 de enero de 1977.
| Gráfica de evolución demográfica de Héron entre 1846 y 2019 |
|                                                             |